# Breanna Yde

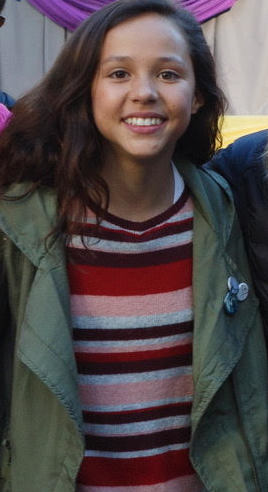
Breanna Yde in 2016

Breanna Nicole Yde (Sydney, 11 juni 2003) is een Australisch-Amerikaans jeugdactrice.
Yde, geboren in Sydney, verhuisde als tweejarige naar Los Angeles. Ze heeft de dubbele nationaliteit.
Breanna Yde speelde Franky Hathaway in de serie The Haunted Hathaways en vertolkte de rol van Tomika in School of Rock. In Huize Herrie is Yde actief als stemactrice. Ze speelt ook in de Netflix-film/ serie Malibu Rescue als Gina.
Ze werd in 2017 voor haar vertolking in School of Rock genomineerd in de categorie Favorite Female TV Star voor de Nickelodeon Kids' Choice Awards.
- Library of Congress Control Number: no2018058064
- MusicBrainz: 4d63ed93-eff2-4435-a65d-cda2c1253e1b
- Virtual International Authority File: 341151246623244132070
- WorldCat: E39PBJwX89xvYqjC6fyXvfHjYP